# Due giovani eroi, John e Solfami
Due giovani eroi, John e Solfami è un singolo discografico dell'Orchestra e Coro di Augusto Martelli, pubblicato nel 1983.

## Descrizione
Il brano era la sesta sigla della serie animata I Puffi, riadattamento italiano della sigla originale francese di Christopher Lonk e Jacques Zegers curato da Alessandra Valeri Manera, composta da Mireille Delfosse e arrangiata da Augusto Martelli. La canzone del lato A è indicata come "Due giovani eroi, John e Solfamì" sul tondino e "Due giovani eroi, John & Solfamì" sulla copertina. Sul lato B è incisa la versione strumentale.
Entrambi i brani sono stati inseriti nella compilation Fivelandia 2 e in altre raccolte.

## Tracce
Lato A
1. Due giovani eroi, John e Solfami – 3:20 (testo: Alessandra Valeri Manera, Christopher Lonk, Jacques Zegers – musica: Mireille Delfosse)

Lato B
1. Due giovani eroi, John e Solfami (strumentale) – 3:20 (musica: Mireille Delfosse)

## Musicisti
- Augusto Martelli – Produzione, arrangiamento, supervisione musicale, direzione orchestra
- Tonino Paolillo – Registrazione e mixaggio al Mondial Sound Studio, Milano
- Orchestra di Augusto Martelli – Esecuzione musicale